# إيلاريو بانتانو
إيلياريو غريغوري بانتانو (بالإنجليزية: Ilario Gregory Pantano)‏ (ولد في 28 أغسطس 1971 في نيويورك، نيويورك، الولايات المتحدة) ملازم ثاني سابق في بحرية الولايات المتحدة. كما أنه مؤلف ومعلق تلفزيوني وشغل منصب نائب شريف في ويلمينغتون بولاية كارولينا الشمالية. كان مرشح الحزب الجمهوري في مجلس النواب الأمريكي في عام 2010.
خدم بانتانو في حرب الخليج الثانية أثناء عملية عاصفة الصحراء وفي غزو العراق. جذب الاهتمام الوطني عندما اتهم بالقتل العمد لاثنين من الأسرى العراقيين خلال مهمة الوحدة بالقرب من الفلوجة في العراق في 15 أبريل 2004. لم تجد جلسة استماع المادة 32 دليل موثوق أو شهادة على الاتهام ورفضت محاكمة بانتانو وتم اسقاط جميع التهم. بعد فترة وجيزة أعطي بانتانو قيادة فصيلة أخرى في العراق. ادعى أنه تلقى تهديدات إرهابية ضد أسرته واستقال من منصبه. هذه الأحداث وتجاربه الأخرى كضابط بحري قتالي خلال حرب الخليج الثانية وفي غزو العراق في عام 2004 هي موضوع مذكراته أمراء الحرب: لا صديق أفضل، لا عدو أسوأ.

## الخدمة العسكرية والجدل

### التجنيد الأول
خدم بانتانو في بحرية الولايات المتحدة خلال حرب الخليج الثانية كمطلق الصواريخ المضادة للدبابات بي جي إم-71 تاو. أكمل بانتانو تدريب القناصة الكشفي وتمت ترقيته إلى رتبة رقيب وظل في البحرية حتى عام 1993.

### إعادة الانضمام
عقب هجمات 11 سبتمبر 2001 الإرهابية مباشرة قرر بانتانو العدوة للانضمام إلى قوات المارينز. كانت شقة بانتانو بالقرب من محطة اطفاء حيث لقى أحد عشر إطفائي منهم أربعة من مشاة البحرية السابقين مصرعهم في الهجمات. تم قبوله كمرشح وتخرج وهو الأول على دفعته. بعد الانتهاء من مدرسة مرشحي الضباط تم تعيينه على رتبة ملازم ثاني.
كان ضابطا شعبيا ووصفه رؤسائه بأنه أفضل قائد فصيلة في كتيبته. قال رجاله أنهم يقدرون التدريبات الإضافية التي وضعها. كما ذكرت مجلة تايم في عام 2005: «أعد بانتانو فصيلته من خلال العمل مع الرجال بجد وكان رجاله يتذمرون (المجندون كانوا يطلون على أمثال بانتانو تسمية» المتحرك«أي المندفع إلى نقطة التخلف) لكنه يعتقد أنه كلما تدربوا أكثر كلما كانوا جاهزين أفضل لخوض معركة حقيقية. في خلال أكثر من 40 عملية قتالية فإن الفصيلة عانت من إصابة واحدة وهي شظية في الرقبة من هاون. ثم اندلعت حركة تمرد. الوحدات الجديدة التي وصلت للتو تعرضت لإصابات في غضون أيام قليلة أكثر من فصيلة بانتانو خلال ثمانية أشهر».
ذهب بانتانو إلى العراق في فبراير 2004 مع الكتيبة الثانية من مشاة البحرية الثانية. تبع ذلك بسرعة قتال عنيف في الفلوجة خلال معركة الفلوجة الأولى في أبريل 2004.

### الحادث وجلسة الاستماع وما حدث فيما بعد
في 15 أبريل 2004 قام بانتانو استنادا إلى المعلومات الاستخبارية المستخرجة من المتمردين المقبوض عليهم بقيادة فصيلة ضد مجمع بالقرب من بلدة المحمودية. مع اقتراب الفصيلة من المجمع رأوا سيارة فيها عراقيين. أمر بانتانو رجاله بإيقاف السيارة وركابها. تم تفتيش السيارة بحثا عن أسلحة. بقي بانتانو مع الأسرى في حين أن بقية الفصيلة قامت بتأمين المجمع. كان المجمع مهجورا لكن رجاله عثروا على مخبأ للأسلحة بما في ذلك «عدة قذائف هاون موجهة ومضخة مدفعية وثلاث بنادق أيه كيه-47 و10 مجلات أك مع سترات هجومية ومواد صنع العبوات الناسفة».
عندما علم بانتانو أن المجمع يحتوي على أسلحة أمر الرقيب دانيال كوبورن والطبيب جورج غوبلز لمشاهدة الأعداء. ثم أطلق سراح الأسرى من سنداتهم حتى يتمكنوا من تفتيش السيارة مرة أخرى بشكل أكثر شمولا. وفقا لبيان أدلى به بانتانو لمحققين عسكريين في يونيو 2004 فقد استخدم بعد ذلك إشارات اليد لكي يأمر الأسرى بتفتيش السيارة مرة أخرى. وفقا لما ذكره بانتانو أثناء تفتيش السيارة شعر بأن العراقيين يشكلون تهديدا له. كانوا يتحدثون واعتقد بانتانو أنهم يتآمرون معا. عندما اتجه كلاهما إلى مواجهة بعضهما البعض صاح "توقف"! باللغتين العربية والإنجليزية وعندما لم يتوقفا أطلق النار عليهما. قال بعد ذلك: "بعد ذلك غيرت خزان الرصاص وواصلت إطلاق النار حتى فرغ خزان الرصاصات الثاني... لقد اتخذت قرار وأنا أطلق النار بأن أرسل رسالة إلى هؤلاء العراقيين وغيرهما بأنه عندما نقول: لا صديق أفضل ولا عدو أسوأ" نعني ذلك. لقد أطلقت الرصاص على الرجال بنسية 80% من خزان الرصاصات الذي لدي".
في يونيو 2004 سجل الرقيب كوبورن الذي كان بانتانو قد سبق له أن خفض رتبته شكوى حول الحادث مما أدى إلى إجراء تحقيق في خدمة التحقيق بجرائم البحرية. في 1 فبراير 2005 اتهم بانتانو بتهمتين وهما القتل العمد مع سبق الإصرار وسيواجه عقوبة الإعدام إذا أدين.
في 14 أبريل 2005 حاول بانتانو التنازل عن حقه في جلسة استماع قبل المحاكمة في المادة 32 في محاولة لتسريع العملية نحو محكمة عسكرية. ادعى بانتانو أن الحكومة تحجب الأدلة الرئيسية والشهود وفقا لبيان صادر عن والدته تنازلت عن حقه في جلسة استماع «من أجل الحصول على قاض عسكري لإجبار الادعاء على تقديم شهود وأدلة في قضيته». تم رفض الطلب وتم عقد جلسة المادة 32 في 26 أبريل 2005 مع الرائد مارك وين رئيسا.
قبل أن تنظر محكمة بانتانو في المادة 32 رأت وزارة الدفاع أنه من المستحيل إجراء فحص بعد الوفاة على جثث أسرى بانتانو لأنهم دفنوا في مقبرة كانت في منطقة لم تكن تحت السيطرة الأمريكية. ومع ذلك قبل وقت قصير من جلسة الاستماع وبعد عام من الحادث نفسه تم استخراج الجثث. صدر تقرير تشريح الجثث بعد يوم واحد من تقديم توصية المادة 32 وأكدت صحيفة واشنطن تايمز شهادة بانتانو أنه أطلق النار على الرجال وهم يقتربون منه.

#### بيانات بانتانو
اعترف بانتانو بأنه ترك علامة على سيارة فوق الجثث: «لا صديق أفضل ولا عدو أسوأ» ولكن بعد ذلك عاد إلى إزالته بعد أن وصفه أحد زملائه بأنه «غير مناسب». هذه العبارة هي شعار كتيبة مشاة البحرية ويتم الترويج له من قبل قائد كتائبه كفلسفة قتالية لوحدتهم. الشعار الشهير لمشاة البحرية نشره الفريق جيمس ماتيس الذي كان آنذاك القائد العام للفرقة البحرية الأولى. في مقابلة مع بي بي سي في 20 مارس 2005 قال بانتانو: «أنا من نيويورك وأحداث 11 سبتمبر كان حدثا كبيرا بالنسبة لي وواجبنا كمارينز هو بصراحة تصدير العنف إلى زوايا العالم الأربع للتأكد من أن هذا لن يحدث مرة أخرى».

#### شهود عيان
كان الطبيب البحري جورج غوبلز حاضرا ولكنه لم يشهد الخطر الذي ذكره بانتانو لأنه كان ينظر إلى الخارج كما أمر. قال بعد ذلك عندما عاد إلى الوراء رأى العراقيين يحاولان الهرب. ذكر الرقيب كوبرن أنه «حالما أدرت ظهري فتح بانتانو النار بحوالي 45 طلقة». قال محامو الدفاع عن بانتانو أنهم يعتقدون أن شهادة الرقيب دانيال كوبورن لا ينبغي أن يتم اعتمادها لأنه كان ساخطا بعد أن خفضت رتبته مؤخرا من قبل بانتانو.
أعطى الرقيب كوبرن عدة مقابلات مع وسائل الإعلام بعد أن أمر بعدم القيام بذلك من قبل ضابط أعلى رتبة منه. وجد تقرير صادر عن الضابط الذي يحقق في الادعاءات «قدرا كبيرا من التناقضات وشهادات متضاربة قدمها الرقيب كوبورن» وأشار إلى أنه ربما كان قد حث على تقديم ادعاءاته من خلال العديد من تقارير الأداء الضعيفة.
في شهادته في جلسة الاستماع في بانتانو وصف العريف «أو» مقابلة الأسيرين. وصف رؤية السيارة التي يجري تفتيشها من قبل أفراد مشاة البحرية الآخرين بما في ذلك إزالة مقاعدها. وصف رؤية جثث الأسرى بعد إطلاق النار بأن وجههما كان موجها للأسفل والرؤسان والجسدان في السيارة وركبتيهما تستريحان على الأرض وكأن بانتانو أطلق النار على الأسرى في ظهرهما بينما كانوا راكعين يواجهون السيارة. العريف «أو» وصف المشهد بأنه «غريب».
قال الرقيب م أنه يعتقد أن الرجلين كانا على الأرجح متمردين وأنهما لن يطلق سراحهما.
الرقيب م والضابط على الدرجة الثالثة الطبيب البحري جورج غوبلز علق على فصيلة بانتانو بأنه شاهد على أن بانتانو كان قائدا جيدا حيث كان في مقدمة مواجهة العراقيين.
في محاضراته الختامية جادل محامي بانتانو بما يلي كمبرر لعمليات القتل:

#### توصيات
أوصى الرائد وين إلى اللواء ريتشارد هاك قائد فرقة بانتانو بأن يتم إسقاط تهم القتل وأن يحاسب بانتانو على تدنيس الجثث. كان تقييمه أن الرقيب كوبورن كان شاهدا لا يصدق.
تأكدت شهادة بانتانو بشأن حادث إطلاق النار من الأدلة الجنائية التي اكتشفت في عملية استخراج الجثث وعمليات تشريح الجثث لاحقا.
بموجب القانون العسكري الأمريكي فإن القرار حول ما إذا كان يجب إجراء محاكمة عسكرية لا يقتصر على اللواء هوك الذي أسقط جميع التهم.

#### موقع الويب وتهديدات الإنترنت
في 12 فبراير 2005 ظهرت أم بانتانو على سي إن إن لنشر قضيته وإخبار الجمهور بالموقع الذي أسسته للدفاع عنه.
ادعى الموقع أن العراقيين تقدما عليه بطريقة تهديدية وأنه أمرهما بالتوقف وأطلق النار عليهما دفاعا عن النفس عندما لم يفعلا ذلك. في فبراير 2005 ادعى أنصار للموقع أن موقع السيدة بانتانو تعرض لهجمات إلكترونية متكررة وأن موقعا منافس ظهر في عنوان ويب مماثل يظهر «صور تصور بانتانو يقطع رأس جهادي مقنع». قال محامي بانتانو أن الموقع المنافس تم إنشاؤه في باكستان وأن مكتب شريف محلي ومكتب التحقيقات الفدرالي يحققان في الحادث. رفض مكتب التحقيقات الفدرالي التعليق. تطوع المارينز المتقاعدين للوقوف على مراقبة أمنية على منزل بانتانو.
في عام 2011 بعد أن خسر أول حملة له في الكونغرس قال بانتانو أن «أعدائه السياسيين في ولاية كارولينا الشمالية» استخدموا سجله الحربي المثير للجدل «لتشويهه على صفحات ويب مختلفة».

#### الدعم
تلقى بانتانو الدعم من مواقع الإنترنت والمنظمات المتخصصة في دعم القوات. حصل على دعم من بعض الشخصيات الإذاعية والتحدثية وتحديدا مايكل سافاج الذي أمضى يوما بعد يوم في التوعية بحالة بانتانو بل أجرى عدة مقابلات مع بانتانو وأسرته.
قدم ممثل الولايات المتحدة الثالث في ولاية كارولينا الشمالية والتر ب. جونز قرار مجلس النواب 167 الذي أعرب عن دعم مجلس النواب لبانتانو. في 25 فبراير كتب عضو الكونغرس جونز رسالة إلى الرئيس بوش يطلب فيها دعمه لبانتانو.
في 14 أبريل 2005 أرسلت رابطة نواب مقاطعة مقاطعة لوس أنجلوس رسالة إلى الرئيس بوش حينها أيد فيها قرار مجلس النواب 167 دعما لإيلاريو بانتانو.
1. قرار المجلس 167 لدعم الملازم الثاني إيلاريو بانتانو، 17 مارس 2005.
2. تأييد نائب مدير الجامعة الأمريكية للموارد البشرية 167، 14 أبريل 2005.
3. بيان الدعم العام من عضو الكونغرس والتر جونز، 5 مايو 2005.
4. تأييد الكونجرس والتر جونز لمذكرات بانتانو، 6 يونيو 2006.

## السيرة الذاتية
في 12 يونيو 2006 صدرت سيرة ذاتية لبانتانو عن تجاربه بعنوان أمراء الحرب: لا صديق أفضل، لا عدو أسوأ من قبل سايمون وشوستر. في 10 يوليو 2006 ظهر ترويج للكتاب في البرنامج التلفزيوني ذا ديلي شو.
في نوفمبر 2011 أصدر سيمون وشوستر نسخة جديدة من كتاب بانتانو بعنوان أمراء الحرب: كسر من قبل الحرب وحفظ من قبل النعمة الذي يحتوي على رسالة من السيد رودريجيز.